# Phoebe spegazzinii
Phoebe spegazzinii là một loài bọ cánh cứng trong họ Cerambycidae.